# Versailles (Misuri)
Versailles es una ciudad ubicada en el condado de Morgan en el estado estadounidense de Misuri. En el Censo de 2010 tenía una población de 2482 habitantes y una densidad poblacional de 410,94 personas por km².

## Geografía
Versailles se encuentra ubicada en las coordenadas 38°26′0″N 92°50′45″O / 38.43333, -92.84583. Según la Oficina del Censo de los Estados Unidos, Versailles tiene una superficie total de 6.04 km², de la cual 6.03 km² corresponden a tierra firme y (0.17%) 0.01 km² es agua.

## Demografía
Según el censo de 2010, había 2482 personas residiendo en Versailles. La densidad de población era de 410,94 hab./km². De los 2482 habitantes, Versailles estaba compuesto por el 92.39% blancos, el 2.82% eran afroamericanos, el 0.77% eran amerindios, el 0.28% eran asiáticos, el 0% eran isleños del Pacífico, el 1.13% eran de otras razas y el 2.62% pertenecían a dos o más razas. Del total de la población el 3.1% eran hispanos o latinos de cualquier raza.